# Presle
Presle är en kommun i departementet Savoie i regionen Auvergne-Rhône-Alpes i sydöstra Frankrike. Kommunen ligger i kantonen La Rochette som tillhör arrondissementet Chambéry. År 2022 hade Presle 434 invånare.

## Befolkningsutveckling
Antalet invånare i kommunen Presle
| Referens: INSEE |